# Verney Lovett Cameron

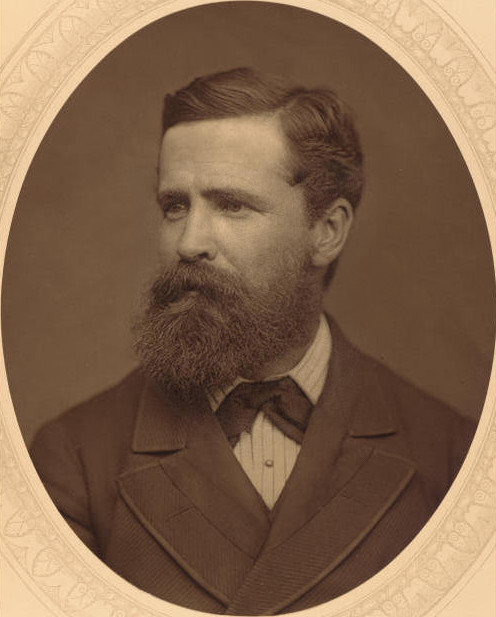
Portret Verneya Lovetta Camerona z 1878 roku

Verney Lovett Cameron (ur. 1 lipca 1844 koło Weymouth, zm. 24 marca 1894 w Leighton Buzzard) – brytyjski podróżnik i badacz Afryki Środkowej, a także pisarz. Był pierwszym Europejczykiem, który przemierzył Afrykę wzdłuż równika. 
Urodził się nieopodal miasta Weymouth, w hrabstwie Dorset. W 1857 roku wstąpił do Royal Navy. W 1868 brał udział w ekspedycji przeciwko cesarzowi Abisynii Teodorowi II. 
W 1873 został wybrany przez Królewskie Towarzystwo Geograficzne na kierownika ekspedycji do środkowej Afryki, w celu wsparcia wyprawy dr Davida Livingstone’a. Wkrótce po wyruszeniu z Zanzibaru spotkał członków wyprawy Livingstone’a niosących jego ciało; Livingstone zmarł na malarię i dyzenterię. Cameron kontynuował podróż do miasta Ujiji nad jeziorem Tanganika, gdzie w lutym 1874 znalazł dokumenty Livingstone’a.
Cameron badał południowe wybrzeże jeziora i odkrył wypływającą z niego rzekę Lukuga. Po jakimś czasie wyruszył na zachód do Nyangwe – arabskiego miasta nad rzeką Lualaba. 28 listopada 1875 dotarł do zachodniego wybrzeża Afryki i, jako pierwszy Europejczyk, przemierzył całą Afrykę wzdłuż równika. Podróż tę opisał w dziele Across Africa w 1877 roku.
Był on również autorem książki przygodowej „”Czarny Książę” (oryg. The cruise of the „Black Prince” Privateer – 1886).
Verney Lovett Cameron zmarł 24 marca 1894 roku na skutek upadku z konia podczas powrotu z polowania w Leighton Buzzard.